# Коваленко (Анапа)
Ковале́нко — хутор в муниципальном образовании город-курорт Анапа Краснодарского края России. Входит в состав Гостагаевского сельского округа.

## География
Хутор находится в западной части Краснодарского края.

## Население
| 2002 | 2010 |
| ---- | ---- |
| 3    | ↗6   |

Национальный состав
Согласно результатам переписи 2002 года, в национальной структуре населения русские составляли 100 % из 3 жителей.

## Инфраструктура
Социальные объекты в населённом пункте отсутствуют.
В центре сельского округа — станице Гостагаевская — функционируют школа МОУ СОШ № 15, школа МОУ СОШ № 31, детский сад, Дом культуры и отделение Почты России.

## Транспорт
Просёлочные дороги.